# Jorge Burruchaga
Jorge Luis Burruchaga (Gualeguay, Entre Ríos, 9 de octubre de 1962) es un exfutbolista y entrenador argentino. Como jugador se desempeñó como centrocampista, surgido en Arsenal de Sarandí. Su retiro se produjo en 1998 en Independiente, club con el que ganó la Copa Libertadores de 1984 y la Copa Intercontinental de 1984. 
En 1986, convirtió el gol definitivo para la victoria argentina en la final del Mundial de México, marcando su actuación más memorable en su trayectoria en la Selección Argentina, donde también alcanzó la final en el consecuente Mundial de Italia 1990.
En mayo de 2017 fue nombrado director deportivo de la selección argentina de fútbol. En marzo de 2020 fue nombrado director deportivo del Club Atlético Independiente, club en el que supo ganar trofeos importantes en su época como jugador. Renunció al cargo en diciembre del mismo año.

## Trayectoria como jugador
Comenzó su carrera en Club Atlético River Plate, donde fue dejado libre a los 13 años. Tras probarse sin éxito en Quilmes Atlético Club, un amigo íntimo lo llevó a Arsenal de Sarandí, donde debutó en 1979; jugó allí hasta 1981.
En 1982 paso a Independiente de Avellaneda, donde completó 234 partidos e hizo 72 goles. En Independiente integró un equipo orquestado por Ricardo Bochini, que marcó época en el fútbol argentino por la brillantez de su juego y fue campeón del Metropolitano 1983, de la Copa Libertadores 1984 (donde Burruchaga consiguió también el gol del título contra el Grêmio de Porto Alegre), y de la Copa Intercontinental 1984.
Esto le valió ser transferido al Nantes, en Francia, donde es recordado hasta hoy como uno de sus más talentosos jugadores, aunque debido a graves lesiones de rodilla no pudo trascender aún más. En su primera campaña en el fútbol francés obtuvo el Trofeo al Mejor Jugador Extranjero de la Liga 1985-1986.
En el fútbol francés, jugando para el Nantes totalizó 140 partidos con 27 goles, y luego en el Valenciennes 32 más, con 10 goles. En este último club estuvo vinculado en un caso de soborno, cuando por la fecha 36 del Campeonato 1992-93, aceptó un soborno del Olympique de Marsella para dejarse perder el partido, lo que le valió un año y medio de suspensión. Regresó a la Argentina, jugando para Independiente, en 1995 y completó su carrera hasta 1998. En 1995 consiguió la Supercopa y la Recopa con Independiente.

## Trayectoria como entrenador
Desde su retiro del fútbol profesional en 1998, se ha desempeñado como entrenador. Como DT se inició en Defensa y Justicia, un club de la Segunda División, y luego pasó a Los Andes, hasta recalar en 2001 en Arsenal de Sarandí, al cual llevó a la Primera División en 2002.
Luego, en 2005 dirige a Estudiantes de La Plata, equipo con el cual disputó la prestigiosa Copa Libertadores.
En 2006 pasó a dirigir a Independiente, donde disputó el Torneo Apertura y finalizó en la 4.ª posición. Luego en el Torneo Clausura estuvo hasta la 10.ª fecha donde obtuvo 8 puntos de 30 posibles, con dos victorias y dos empates. Renunció luego de perder frente a Godoy Cruz de Mendoza por 0-2. En el Apertura 2008 asumió en Banfield y en el Clausura 2009 en Arsenal.
En 2011 dirigió Godoy Cruz Antonio Tomba pero al poco tiempo renunció y al cabo de cinco meses fue el técnico argentino Jorge Burruchaga asumió el mando del primer plantel de Club Libertad (Paraguay). Allí logró clasificar al equipo a la Copa Santander Libertadores 2012 donde venció en la repesca a El Nacional de Ecuador y entró a la fase de grupos con Alianza Lima de Perú, Nacional de Uruguay y el Vasco Da Gama de Brasil. Burruchaga consiguió el primer puesto del grupo por encima del Vasco Da Gama brazilero y disputó los octavos de final frente al Cruz Azul de México al que terminó venciendo 2-0 en Asunción después de haberse llevado un valioso empate (1-1) del estadio Azul de México.
En los cuartos de final, Libertad fue derrotado por Universidad de Chile en los tiros desde el punto penal después de que ambos equipos empataran la serie 2-2, terminando así una muy digna actuación en dicho torneo internacional, sin contar que en el Torneo Apertura 2012, Burruchaga consiguió que Libertad estuviese entre los mejores tres clubes del país. Después de esto, decide marcharse del equipo saliendo por la puerta grande luego de una sobresaliente campaña.
En diciembre de 2012 fue contratado como entrenador de Atlético Rafaela de la primera división argentina en reemplazo de Rubén Forestello. Al finalizar el campeonato "final" 2013/14 luego de evitar el descenso en partido desempate renunció a la dirección técnica siendo reemplazado por Roberto Sensini.
En noviembre de 2016 asumió como entrenador del Club Atlético Sarmiento de Junín, cargo que solo ocupó por 50 días.

## Selección nacional
Ha sido internacional con la selección de fútbol de Argentina entre los años 1983 y 1990, disputó 59 partidos y marcó 13 goles. En 1983 debutó como jugador de la selección nacional argentina; con ella conquistó la Copa Mundial de Fútbol de 1986 en México anotando 2 goles en el torneo. El primero frente a Bulgaria para la victoria de 2-0 en fase de grupos, y fue el autor del tercer tanto que valió el triunfo por 3 a 2 sobre Alemania en la final.
En Italia 1990 fue fundamental para el subcampeonato de Argentina, siendo pieza clave en la victoria 2-0 sobre Unión Soviética anotando el segundo gol y cuando tuvo que definir por penales frente a Yugoslavia en cuartos y ante Italia en semifinales no falló.
Fue uno de los máximos referentes en la era de Bilardo cuando este fue el entrenador del seleccionado argentino. Incluso casi fue llamado a la albiceleste por Alfio Basile para la Copa Mundial de Fútbol de 1994 en Estados Unidos, pero al final quedó fuera de competición.

### Participaciones en Copas del Mundo
| Mundial           | Sede   | Resultado  | Partidos | Goles |
| ----------------- | ------ | ---------- | -------- | ----- |
| Copa Mundial 1986 | México | Campeón    | 7        | 2     |
| Copa Mundial 1990 | Italia | Subcampeón | 7        | 1     |

### Participaciones en Copas América
| Copa              | Sede          | Resultado     | Partidos | Goles | Promedio |
| ----------------- | ------------- | ------------- | -------- | ----- | -------- |
| Copa América 1983 | Sin sede fija | Primera ronda | 4        | 3     | 0,75     |
| Copa América 1989 | Brasil        | 3.er lugar    | 6        | 0     | 0,00     |
| Total             |               |               | 10       | 3     | 0,30     |

## Clubes

### Como jugador
| Club          | País      | Año       | Partidos | Goles |
| ------------- | --------- | --------- | -------- | ----- |
| Arsenal       | Argentina | 1980-1981 | 49       | 7     |
| Independiente | Argentina | 1982-1985 | 158      | 59    |
| Nantes        | Francia   | 1985-1992 | 163      | 30    |
| Valenciennes  | Francia   | 1992-1993 | 34       | 11    |
| Independiente | Argentina | 1995-1998 | 154      | 22    |

### Como entrenador
| Club                    | País      | Año       |
| ----------------------- | --------- | --------- |
| Defensa y Justicia      | Argentina | 1999-2000 |
| Jaguares de Chiapas     | México    | 2001      |
| Arsenal                 | Argentina | 2001-2005 |
| Estudiantes de La Plata | Argentina | 2005-2006 |
| Independiente           | Argentina | 2007      |
| Banfield                | Argentina | 2008      |
| Arsenal                 | Argentina | 2009-2010 |
| Libertad                | Paraguay  | 2011-2012 |
| Atlético de Rafaela     | Argentina | 2012-2013 |
| Olimpia                 | Paraguay  | 2014-2015 |
| Atlético de Rafaela     | Argentina | 2016      |
| Sarmiento de Junín      | Argentina | 2016      |

## Estadísticas

### Como jugador

#### En clubes
| Arsenal de Sarandí Argentina | 2.ª                 |                     |     |     |    |   |    |    |     |     |       |
| Arsenal de Sarandí Argentina | 2.ª                 | 1980                | 15  | 1   | —  | — | —  | —  | 15  | 1   | 0,07  |
| Arsenal de Sarandí Argentina | 2.ª                 | 1981                | 34  | 6   | —  | — | —  | —  | 34  | 6   | 0,18  |
| Arsenal de Sarandí Argentina | Total club          | Total club          | 49  | 7   | 0  | 0 | 0  | 0  | 49  | 7   | 0,14  |
| CA Independiente Argentina | 1.ª                 | 1982                | 52  | 17  | —  | — | —  | —  | 52  | 17  | 0,33  |
| CA Independiente Argentina | 1.ª                 | 1983                | 55  | 23  | —  | — | —  | —  | 55  | 23  | 0,42  |
| CA Independiente Argentina | 1.ª                 | 1984                | 29  | 10  | —  | — | 12 | 6  | 41  | 16  | 0,39  |
| CA Independiente Argentina | 1.ª                 | 1985                | 10  | 3   | —  | — | —  | —  | 10  | 3   | 0,30  |
| CA Independiente Argentina | Total 1.ª etapa     | Total 1.ª etapa     | 146 | 53  | 0  | 0 | 12 | 6  | 158 | 59  | 0.35  |
| Nantes Atlantique Francia | 1.ª                 | 1985-86             | 36  | 9   | 1  | 0 | 7  | 1  | 44  | 10  | 0.23  |
| Nantes Atlantique Francia | 1.ª                 | 1986-87             | 30  | 6   | 1  | 1 | 2  | 0  | 33  | 7   | 0.21  |
| Nantes Atlantique Francia | 1.ª                 | 1987-88             | 10  | 2   | 3  | 0 | —  | —  | 13  | 2   | 0.15  |
| Nantes Atlantique Francia | 1.ª                 | 1988-89             | 6   | 2   | 3  | 1 | —  | —  | 9   | 3   | 0.33  |
| Nantes Atlantique Francia | 1.ª                 | 1989-90             | 27  | 4   | 3  | 0 | —  | —  | 30  | 4   | 0.13  |
| Nantes Atlantique Francia | 1.ª                 | 1990-91             | 3   | 0   | 2  | 0 | —  | —  | 5   | 0   | 0,00  |
| Nantes Atlantique Francia | 1.ª                 | 1991-92             | 28  | 4   | 1  | 0 | —  | —  | 29  | 4   | 0.14  |
| Nantes Atlantique Francia | Total club          | Total club          | 140 | 27  | 14 | 2 | 9  | 1  | 163 | 30  | 0.18  |
| Valenciennes-Anzin Francia | 1.ª                 | 1992-93             | 32  | 10  | 2  | 1 | —  | —  | 34  | 11  | 0.32  |
| CA Independiente Argentina | 1.ª                 | 1995                | 11  | 1   | —  | — | 6  | 2  | 17  | 3   | 0,18  |
| CA Independiente Argentina | 1.ª                 | 1995-96             | 27  | 6   | —  | — | 7  | 1  | 34  | 7   | 0,21  |
| CA Independiente Argentina | 1.ª                 | 1996-97             | 31  | 9   | —  | — | 2  | 0  | 33  | 9   | 0,27  |
| CA Independiente Argentina | 1.ª                 | 1997-98             | 20  | 3   | —  | — | 5  | 0  | 25  | 3   | 0,12. |
| CA Independiente Argentina | Total 2.ª etapa     | Total 2.ª etapa     | 89  | 19  | 0  | 0 | 20 | 3  | 109 | 22  | 0.2   |
| CA Independiente Argentina | Total club          | Total club          | 235 | 72  | 0  | 0 | 32 | 9  | 267 | 81  | 0,30  |
| Total en su carrera | Total en su carrera | Total en su carrera | 456 | 116 | 16 | 3 | 41 | 10 | 513 | 129 | 0.25  |
| (1) Las copas nacionales se refiere a la Copa de Francia (1985-93). (2) Las copas internacionales se refiere a la Copa Libertadores (1984-95); Copa Intercontinental (1984); Copa de la UEFA (1985-87); Recopa Sudamericana (1995-96) y Supercopa Sudamericana (1995-98) . (3) Media de goles por encuentro. No incluye goles en partidos amistosos. |                     |                     |     |     |    |   |    |    |     |     |       |

### Como entrenador
| Club                              | Div.                         | Torneo                       | Estadísticas | Estadísticas | Estadísticas | Estadísticas | Estadísticas | Estadísticas | Estadísticas | Estadísticas |
| Club                              | Div.                         | Torneo                       | PJ           | G            | E            | P            | GF           | GC           | DG           | Efectividad  |
| --------------------------------- | ---------------------------- | ---------------------------- | ------------ | ------------ | ------------ | ------------ | ------------ | ------------ | ------------ | ------------ |
| Defensa y Justicia Argentina      | 2.ª                          | Primera B Nacional 1999-00   | 33           | 12           | 13           | 8            | 45           | 34           | +11          | 49.49%       |
| Defensa y Justicia Argentina      | Total                        | Total                        | 33           | 12           | 13           | 8            | 45           | 34           | 11           | 49.49%       |
| Los Andes Argentina               | 2.ª                          | Primera B Nacional 2001-02   | 11           | 4            | 0            | 7            | 12           | 16           | -4           | 36.36%       |
| Los Andes Argentina               | Total                        | Total                        | 11           | 4            | 0            | 7            | 12           | 16           | -4           | 36.36%       |
| Arsenal Argentina                 | 2.ª                          | Primera B Nacional 2001-02   | 30           | 18           | 5            | 7            | 49           | 21           | +28          | 65.56%       |
| Arsenal Argentina                 | 1.ª                          | Torneo Apertura 2002         | 19           | 7            | 6            | 6            | 29           | 25           | +4           | 47.37%       |
| Arsenal Argentina                 | 1.ª                          | Clausura 2003                | 19           | 4            | 10           | 5            | 12           | 13           | -1           | 38.59%       |
| Arsenal Argentina                 | 1.ª                          | Apertura 2003                | 19           | 6            | 8            | 5            | 18           | 16           | +2           | 45.62%       |
| Arsenal Argentina                 | 1.ª                          | Clausura 2004                | 19           | 7            | 8            | 4            | 21           | 22           | -1           | 50.88%       |
| Arsenal Argentina                 | 1.ª                          | Apertura 2004                | 19           | 5            | 9            | 5            | 17           | 16           | 1            | 42.11%       |
| Arsenal Argentina                 | 1.ª                          | Copa Sudamericana 2004       | 6            | 3            | 2            | 1            | 8            | 8            | 0            | 61.11%       |
| Arsenal Argentina                 | 1.ª                          | Clausura 2005                | 19           | 8            | 6            | 5            | 27           | 22           | 5            | 52.63%       |
| Arsenal Argentina                 | Total                        | Total                        | 150          | 58           | 54           | 38           | 181          | 143          | 38           | 50.67%       |
| Estudiantes de La Plata Argentina | 1.ª                          | Apertura 2005                | 19           | 8            | 4            | 7            | 23           | 22           | +1           | 49.12%       |
| Estudiantes de La Plata Argentina | 1.ª                          | Copa Sudamericana 2005       | 2            | 1            | 0            | 1            | 2            | 3            | -1           | 50%          |
| Estudiantes de La Plata Argentina | 1.ª                          | Clausura 2006                | 19           | 6            | 6            | 7            | 25           | 31           | -6           | 42.11%       |
| Estudiantes de La Plata Argentina | 1.ª                          | Copa Libertadores 2006       | 9            | 5            | 1            | 3            | 14           | 13           | +1           | 59.26%       |
| Estudiantes de La Plata Argentina | Total                        | Total                        | 49           | 20           | 11           | 18           | 64           | 69           | -5           | 49.66%       |
| Independiente Argentina           | 1.ª                          | Apertura 2006                | 19           | 10           | 2            | 7            | 33           | 24           | +9           | 56.14%       |
| Independiente Argentina           | 1.ª                          | Clausura 2007                | 10           | 2            | 2            | 6            | 10           | 18           | -8           | 26.67%       |
| Independiente Argentina           | Total                        | Total                        | 29           | 12           | 4            | 13           | 43           | 42           | 1            | 45.98%       |
| Banfield Argentina                | 1.ª                          | Apertura 2008                | 19           | 5            | 8            | 6            | 18           | 21           | -3           | 40.35%       |
| Banfield Argentina                | 1.ª                          | Clausura 2009                | 7            | 3            | 1            | 3            | 8            | 9            | -1           | 47.62%       |
| Banfield Argentina                | Total                        | Total                        | 26           | 8            | 9            | 9            | 26           | 30           | -4           | 42.31%       |
| Arsenal Argentina                 | 1.ª                          | Torneo Clausura 2009         | 7            | 1            | 3            | 3            | 7            | 9            | -2           | 28.57%       |
| Arsenal Argentina                 | 1.ª                          | Apertura 2009                | 19           | 7            | 6            | 6            | 20           | 24           | -4           | 47.37%       |
| Arsenal Argentina                 | 1.ª                          | Torneo Clausura 2010         | 17           | 5            | 3            | 9            | 17           | 30           | -13          | 35.29%       |
| Arsenal Argentina                 | Total                        | Total                        | 43           | 13           | 12           | 18           | 44           | 63           | -19          | 39.53%       |
| Arsenal Argentina                 | Total en Arsenal             | Total en Arsenal             | 193          | 71           | 66           | 56           | 225          | 206          | +19          | 48.19%       |
| Libertad Paraguay                 | 1.ª                          | Torneo Clausura 2011         | 22           | 11           | 7            | 4            | 36           | 19           | +17          | 60.61%       |
| Libertad Paraguay                 | 1.ª                          | Copa Sudamericana 2011       | 6            | 4            | 0            | 2            | 5            | 2            | +3           | 66.67%       |
| Libertad Paraguay                 | 1.ª                          | Torneo Apertura 2012         | 22           | 13           | 5            | 4            | 40           | 19           | +21          | 66.67%       |
| Libertad Paraguay                 | 1.ª                          | Copa Libertadores 2012       | 12           | 6            | 4            | 2            | 20           | 12           | +8           | 61.11%       |
| Libertad Paraguay                 | Total                        | Total                        | 62           | 34           | 16           | 12           | 101          | 52           | +49          | 63.44%       |
| Atlético de Rafaela Argentina     | 1.ª                          | Torneo Inicial 2012          | 1            | 0            | 0            | 1            | 0            | 3            | -3           | 0%           |
| Atlético de Rafaela Argentina     | 1.ª                          | Torneo Final 2013            | 19           | 5            | 8            | 6            | 21           | 23           | -2           | 40.35%       |
| Atlético de Rafaela Argentina     | 1.ª                          | Copa Argentina 2012-13       | 2            | 1            | 0            | 1            | 1            | 3            | -2           | 50%          |
| Atlético de Rafaela Argentina     | 1.ª                          | Torneo Inicial 2013          | 19           | 8            | 5            | 6            | 25           | 25           | 0            | 50.88%       |
| Atlético de Rafaela Argentina     | 1.ª                          | Torneo Final 2014            | 20           | 5            | 8            | 7            | 23           | 28           | -5           | 38.33%       |
| Atlético de Rafaela Argentina     | Total                        | Total                        | 61           | 19           | 21           | 21           | 70           | 82           | -12          | 42.62%       |
| Atlético de Rafaela Argentina     | 1.ª                          | Primera División 2016        | 8            | 1            | 1            | 6            | 7            | 19           | -12          | 16.67%       |
| Atlético de Rafaela Argentina     | Total                        | Total                        | 8            | 1            | 1            | 6            | 7            | 19           | -12          | 16.67%       |
| Atlético de Rafaela Argentina     | Total en Atlético de Rafaela | Total en Atlético de Rafaela | 69           | 20           | 22           | 27           | 77           | 101          | -24          | 39.61%       |
| Sarmiento de Junín Argentina      | 1.ª                          | Primera División 2016-17     | 5            | 3            | 1            | 1            | 9            | 6            | +3           | 66.67%       |
| Sarmiento de Junín Argentina      | Total                        | Total                        | 5            | 3            | 1            | 1            | 9            | 6            | +3           | 66.67%       |
| Total como entrenador             | Total como entrenador        | Total como entrenador        | 477          | 184          | 142          | 151          | 602          | 556          | 46           | 48.5%        |

## Palmarés

### Campeonatos nacionales
| Tìtulo                         | Club          | País      | Año  |
| ------------------------------ | ------------- | --------- | ---- |
| Campeonato de Primera División | Independiente | Argentina | 1983 |

### Campeonatos internacionales
| Título                  | Club (*)            | Sede           | Año  |
| ----------------------- | ------------------- | -------------- | ---- |
| Copa Libertadores       | Independiente       | Avellaneda     | 1984 |
| Copa Intercontinental   | Independiente       | Tokio          | 1984 |
| Copa Mundial de la FIFA | Selección Argentina | México D. F.   | 1986 |
| Recopa Sudamericana     | Independiente       | Tokio          | 1995 |
| Supercopa Sudamericana  | Independiente       | Río de Janeiro | 1995 |

(*) Incluyendo la selección.

### Distinciones individuales
| Distinción | Año     |
| --- | ------- |
| Máximo goleador de la Copa América (3 goles, empatado con Carlos Aguilera, Roberto Dinamite y Eduardo Malásquez) | 1983    |
| Mejor Jugador Extranjero de la Division 1                                                                        | 1985/86 |

## Vida personal
Su hijo Mauro es futbolista profesional, y su otro hijo Román es tenista.